# Stadiumi Loni Papuçiu
Stadiumi Loni Papuçiu – wielofunkcyjny stadion w miejscowości Fier, w Albanii. Otwarty w 1958 roku. Jest obecnie wykorzystywany głównie jako stadion piłkarski, gdzie rozgrywa swoje mecze klub Apolonia Fier. Stadion może pomieścić 12.000 osób.